# Espíritu suave
El espíritu suave (en griego antiguo, ψιλὸν πνεῦμα [romanizado: psilòn pneûma]; en griego moderno, ψιλή [romanizado: psilí]; en latín, spīritus lēnis) es un signo diacrítico utilizado en el sistema politónico de escritura griega. En griego antiguo marcaba la ausencia de la fricativa glotal sorda /h/ al comienzo de una palabra.
Algunos académicos lo han interpretado como representación de una oclusión glotal, pero una vocal al final de una palabra se elide (elimina) regularmente cuando la siguiente palabra comienza por vocal y la elisión no ocurriría si la segunda palabra comenzara con una oclusión glotal ( o cualquier otra forma de consonante oclusiva). En su Vox Graeca, W. Sidney Allen considera la interpretación de la oclusión glotal como "altamente improbable".
El espíritu suave (᾿) se puede escribir sobre una vocal inicial (en ἄνθρωπος y ἐράω, por ejemplo), sobre la segunda vocal de un diptongo (ej., Οἶνος / οἶνος, Οὐρανός / οὐρανός) o a la izquierda de una mayúscula (en Ἅνθρωπος y Ἐράω) y, también en ciertas ediciones, sobre la primera de una pareja (geminación) de rhos.  No aparece sobre ípsilon inicial, que siempre tiene Espíritu áspero (por ello el nombre original de esta letra es ὕ hy, en lugar de ὔ y).
La respiración suave se mantuvo en la ortografía politónica tradicional incluso después de que  /h/ hubiera desaparecido del idioma en la época helenística. No aparece en la ortografía monotónica del griego moderno. 

## Historia
Se cree que el origen del signo es la mitad derecha (┤) de la letra H, que se usaba en algunos alfabetos griegos arcaicos como [h] mientras que en otros se usaba para la vocal eta. Fue desarrollado por Aristófanes de Bizancio para ayudar a los lectores a discernir entre palabras similares. Por ejemplo, "ὅρος" (espíritu áspero) y "ὄρος" (espíritu suave). En la escritura medieval y moderna, toma la forma de una media luna creciente (C inversa) o una comilla simple de cierre:
- ἀ
- Ἀ

Los espíritus suaves también se usaron en los alfabetos  cirílico arcaico y glagolítico al escribir el antiguo idioma eslavo eclesiástico. Hoy en día para el eslavo eclesiástico la regla es más simple: si una palabra empieza por vocal, hay un psili sobre esta. En 1707 Pedro el Grande lo eliminó del sistema de escritura ruso durante su reforma del alfabeto. Todos los demás sistemas de escritura modernos basados en el cirílico se basan en la escritura petrina, por lo que nunca han usado el espíritu suave.

## Coronis
La coronis (κορωνίς, korōnís, «ganchito») es un símbolo con la misma forma que un espíritu suave, aunque originalmente tenía la forma de un apóstrofo después de la letra: τα᾽μά. En el uso actual, sus apariciones en griego antiguo están escritas sobre la vocal medial con la marca de espíritu suave –τἀμά– y las apariencias de crasis en griego moderno no van marcadas.
La coronis se representa con un espíritu suave situado sobre la vocal contraída por crasis, que es la contracción de dos vocales en hiato entre dos palabras unidas por el significado). La vocal resultante de la fusión de las dos vocales lleva un signo de la misma forma que un espíritu suave. 
Dado que un espíritu no se puede encontrar en una palabra que es inicial, no es posible confundir el coronis con el espíritu: καὶ ἐɣώ (kaì egố, "yo también") da κἀɣώ (kagố) después del crasis.
El crasis se limita a un pequeño nombre de expresiones, como καλὸς κἀɣαθός (kalòs kagathós, "hombre de bien"), crasis de καλὸς καὶ ἀγαθός (kalòs kaì agathós, literalmente "bello y bueno"). 